# Knjiga o Urizenu
Knjiga o Urizenu (eng. The Book of Urizen) jedna je od značajnijih proročkih knjiga engleskog književnika Williama Blakea. Knjigu je ilustrirao sam Blake koristeći se tehnikom dubokog tiska. Knjiga je izvorno bila objavljena 1794. godine pod naslovom Prva knjiga o Urizenu. Kasnija su izdanja izbacila riječ "prva". Knjiga je dobila ime po liku Urizenu iz Blakeove mitologije koji predstavlja otuđeni razum kao izvor ugnjetavanja. Knjiga opisuje Urizena kao "prastarog svećenika" te opisuje njegovo odvajanje od ostalih Vječnih kako bi stvorio svoje otuđeno i porobljavajuće carstvo vjerske dogme. Los i Enitharmon stvaraju prostor unutar Urizenovog palog svemira kako bi porodili svojeg sina Orca, duha revolucije i slobode.
Na određeni je način knjiga parodija Knjige Postanka. Urizenova prva četiri sina su Tiriel, Utha, Grodna i Fuzon (poimence elementi Zraka, Vode, Zemlje i Vatre, prema VIII poglavlju). Fuzon je usto jedan od glavnih likova u Knjizi o Ahaniji, objavljenoj 1795. godine.

## Pozadina
U jesen 1790. Blake se preselio u grad Lambeth u Surreyju, Engleskoj. U studiju svoje je nove kuće napisao ono što će kasnije postati poznato pod imenom "Knjige iz Lambetha", među kojima će se naći i Knjiga o Urizenu. Blake je u toj kući izvršio dizajn, tiskanje, bojanje te prodaju svih tih knjiga. U Blakeovoj su se bilježnici, koja je sadržavala crteže nastale između 1790. i 1793., nalazile rane skice za Knjigu o Urizenu. Knjiga o Urizenu jedan je od rijetkih uradaka koje je Blake opisao "illuminiranom tiskovinom", pošto je u pitanju jedno od njegovih tiskanih izdanja u boji na kojem je tinta u boji bila stavljena na bakrenu ploču prije nego što je stranica bila tiskana.
Knjiga o Urizenu bila je tiskana od 1794. do 1818. te je bila popularnija od njegove knjige Amerika, proročanstvo. Danas postoji samo osam izvornih primjeraka knjige, među kojima su prisutne varijacije po redu i brojevima na prevlaci. Svi navedeni primjerci bili su tiskani u boji.

## Spjev
Priča počinje borbom unutar božanskog uma kako bi osnovao i definirao samoga sebe i svemir. U pitanju je mit o stvaranju koji počinje prije samog stvaranja:
| Engleski izvornik Earth was not: nor globes of attraction The will of the Immortal expanded Or contracted his all flexible senses. Death was not, but eternal life sprung. (36-39) |  | Prepjev na hrvatski Ne bijaše još ni Zemlje ni kugala što se privlače; Besmrtni je po volji širio Ili skupljao sva svoja savitljiva osjetila; Ne bijaše smrti nego vječni život klijaše. (36-39) |

Stvoritelj je Urizen, slijepi izgnanik odbačen iz vječnosti koji stvara svijet kojim je bio u stanju vladati. Tako stvara i zakone:
| Engleski izvornik Laws of peace, of love, of unity; Of pity, compassion, forgiveness. Let each chuse one habitation: His ancient infinite mansion: One command, one joy, one desire, One curse, one weight, one measure One King, one God, one Law. (78-84) |  | Prepjev na hrvatski Zakone mira, ljubavi, jedinstva, Samilosti, sućuti, praštanja; Neka svatko nađe jedno boravište, Svoju drevnu, beskrajnu palaču: Jednu zapovijed, jednu radost, jednu želju, Jednu zakletvu, jedan uteg, jednu mjeru Jednoga Kralja, jednoga Boga, jedan Zakon! (78-84) |

Međutim, Urizen doživljava pad nakon stvaranja pregrade kojom bi se zaštitio od vječnosti:
| Engleski izvornik And a roof, vast petrific around, On all sides He fram'd: like a womb; ...Like a human heart strugling & beating The vast world of Urizen appear'd. |  | Prepjev na hrvatski I krov golemi, skamenjeni, uokolo Posvud postavi, kao maternicu, ...Kao ljudsko srce što se bori i tuče, Pomoli se Urizenov svijet neizmjerni. |

Zarobljuje ga i stavlja u lance Los, prorok od kojeg je Urizen bio otrgnut:
| Engleski izvornik In chains of the mind locked up, Like fetters of ice shrinking together, Disorganiz'd, rent from Eternity. Los beat on his fetters of iron (190-193) |  | Prepjev na hrvatski Toga duha okovana u lance Kao u gvožđa ledena što se stežu, Smeten, od Vječnosti otrgnut, Los i dalje kovaše željezne okove (190-193) |

Los sedam godina kuje ljudski oblik za Urizena, ali ga žali i plače. Iz tih suza nastaje Enitharmon, koja ubrzo rodi Losovo dijete, Orca. Orcov plač djeteta probudi Urizena, koji nakon toga počne promatrati i mjeriti svijet koji je stvorio. Urizen istraži svoj svijet i svjedoči rođenju svoje četvorice sinova koji predstavljaju četiri klasična elementa. Zbog ovih iskustava Urizenove se nade ruše:
| Engleski izvornik soul sicken'd! he curs'd Both sons & daughters: for he saw That no flesh nor spirit could keep His iron laws one moment. (443-446) |  | Prepjev na hrvatski i snuždi se u duši! Prokune I sinove i kćeri svoje, jer vidje Da ni tijelo ni duh ne mogu Ni časa držati željeznih zakona njegovih. (443-446) |

Zbog toga stvara Mrežu Religije, koja služi poput lanaca za um.

## Tematika
Knjiga o Urizenu mit je o stvaranju sličan Knjizi Postanka. Blakeov mit o Urizenu nalazi se u mnogim njegovim djelima te se njegov izvor može pronaći u njegovim eksperimentima u pisanju mitova o bogu razuma iz 1780-ih, uključujući i u radu "Prema zimi". U djelu, Urizen je vječno, samousmjereno biće koje stvara sebe iz vječnosti. Ovo se stvaranje ponovno pojavljuje u knjizi Četiri Zoe u kojoj je pradavni čovjek, Albion, bio njihov izvorni oblik. U ovom je djelu samo Urizen koji predstavlja apstrakcije te je sam apstrakcija čovjekove biti. Iz sebe prvo izdvaja nepoznate oblike koji ga počinju mučiti. Također se okreće protiv drugih Vječnih te počne vjerovati da je svet. Duboko razmišljajući o sebi, uspijeva spoznati grijehe te ih pohranjuje u mjedenoj knjizi koja je spoj Newtona, Mojsijevih zakona i deizma koji prisiljuju ravnomjernost. Ostali Vječni pak postaju ogorčeni Urizenovom suprotstavljanju vječnosti te osnivaju srž svih grijeha unutar živih bića. Ovaj poduhvat počinje mučiti Urizena, koji pada u san, što omogućuje Losovo pojavljivanje. Losova je uloga unutar djela da pazi na Urizena te se Urizen smatra vječnim svećenikom, dok je Los vječni prorok.
Dijelovi priče ponovno su bili prikazani u Knjizi o Losu i Knjizi o Ahaniji, dvama eksperimentalnim djelima. Usredotočavanje na Urizena naglašava lance razuma koji su nametnuti na um. Urizen je, poput čovječanstva, vezan tim lancima. Svrha i Knjige o Urizenu te prepričavanja u Knjizi o Losu je ta da se opiše kako se newtonski razum i prosvjetiteljsko poimanje svemira spajaju da bi se zarobila ljudska mašta. Po newtonskom vjerovanju, materijalni je svemir spojen s nesvjesnom moći koja, kao rezultat, karakterizira maštu i intelekt kao slučajne aspekte. Dodatno, mašta i inteligencija su drugi po važnosti nakon sile. Ovaj je ran svjetonazor "opstanka najjačih" po Blakeu povezan s palim svijetom tiranije i ubojstava.
Ovaj spjev opisuje Orca i njegov trostupanjski ciklus, čiji su stupnjevi povezani s povijesnim događanjima, iako je ovaj aspekt izostavljen u Četiri Zoe. U početku dolazi do pada Urizena, sotonističke sile, na sličan način kao sa Sotonom Johna Miltona u djelu Izgubljeni raj. Urizenovo stvaranje bilo je njegov pad. Urizen predstavlja apstrakciju, koja je pasivna i umna sila odvojena od stvarnosti. Los, u palom svijetu, ulazi u svijet kao vatra energije mašte. Međutim, i on pada i postaje nesvjestan i običan. Los je stvoritelj sustava života i spolova, što zauzvrat dovodi do stvaranja njegove partnerice Enitharmon. Na koncu se stvaraju ljudski oblici te se rađa Orc kao evolucija života.

## Recenzije
Harold Bloom je komentirao kako je Knjiga o Urizenu "Blakeov najsnažniji iluminirani spjev prije velikih napuštenih Četiri Zoa i epova koji su došli nakon njih."